# Lycosa pampeana
Lycosa pampeana este o specie de păianjeni din genul Lycosa, familia Lycosidae, descrisă de Holmberg, 1876. Conform Catalogue of Life specia Lycosa pampeana nu are subspecii cunoscute.